# Calyptotheca nigra
Calyptotheca nigra är en mossdjursart som beskrevs av Dumont 1981. Calyptotheca nigra ingår i släktet Calyptotheca och familjen Parmulariidae. Inga underarter finns listade i Catalogue of Life.